# Erasmushuis (Anderlecht)

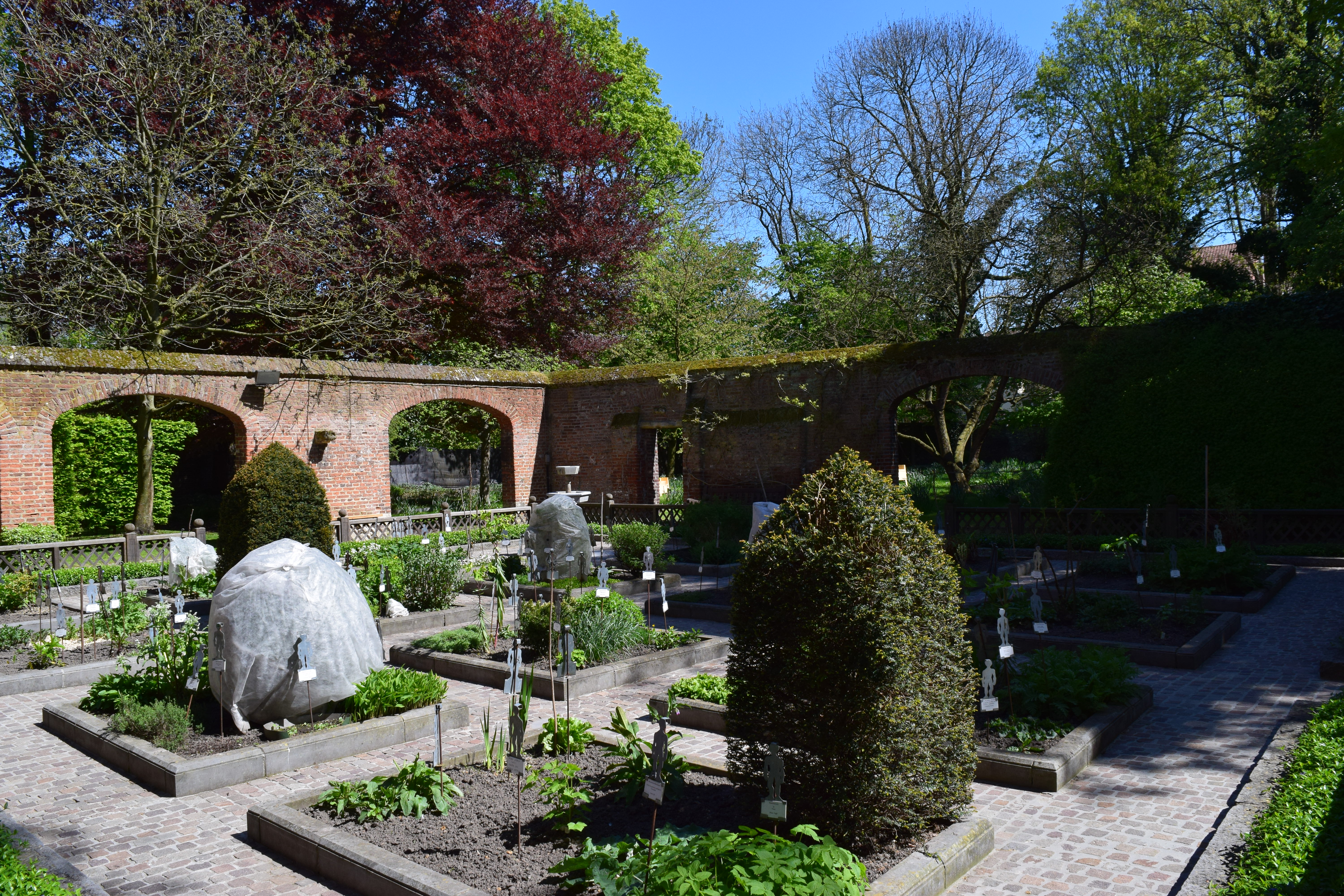
Gezondheidstuin achter het Erasmushuis

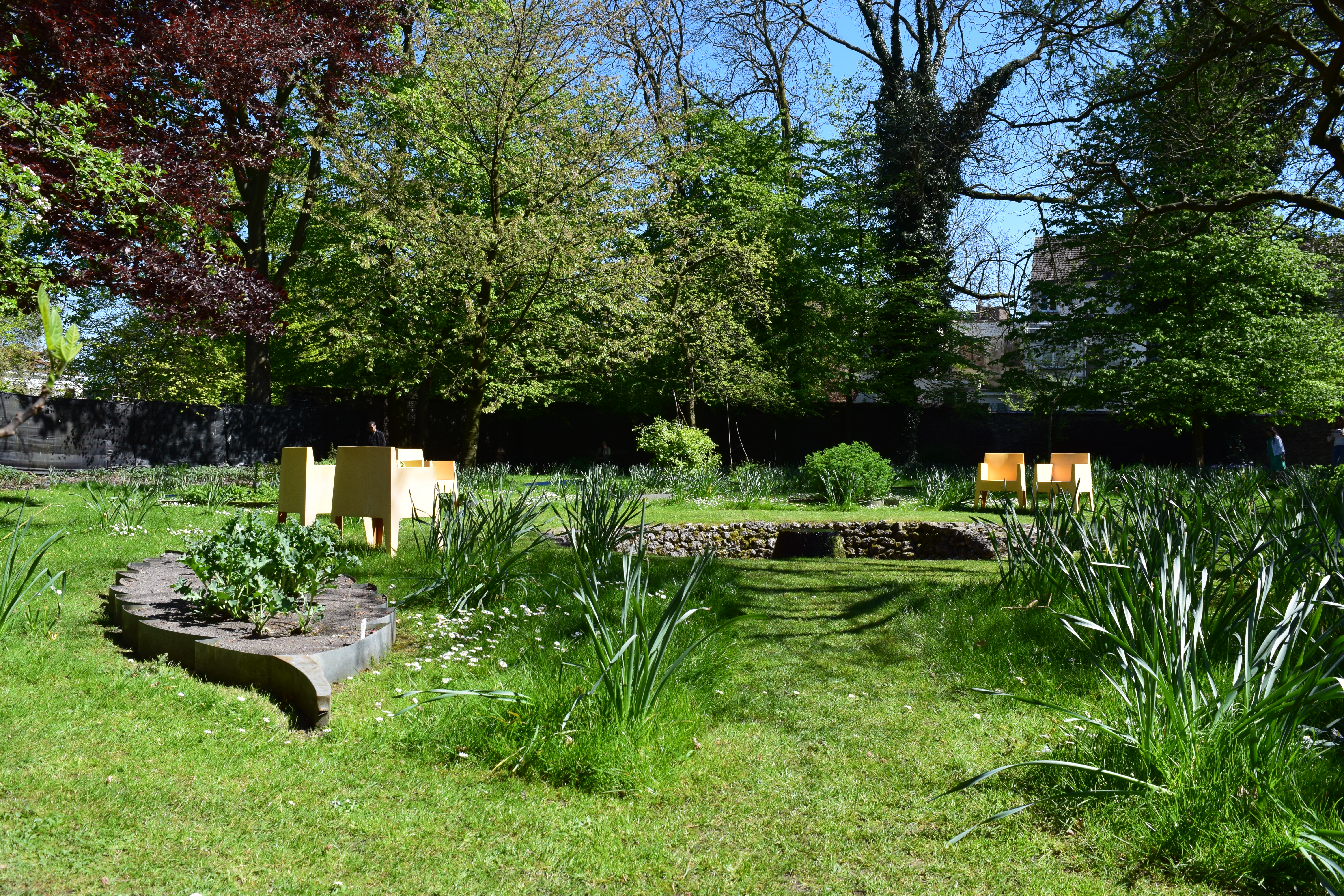
Filosofische tuin met kunstwerken

Het Erasmushuis, voorheen kapittelhuis 'De Swaene', is een historische locatie in Anderlecht waar Desiderius Erasmus tijdens zijn verblijf in Brussel woonde. Sinds 1932 is het een museum, gewijd aan Erasmus en de overeenkomstige periode uit de geschiedenis.

## Geschiedenis
Het gebouw werd in 1468 gebouwd in opdracht van een Brusselse geldwisselaar.
Het lokale domschoolhoofd Pieter Wijchmans, vestigde zich later in deze woning en breidde deze in 1515 uit. Deze kanunnik ontving veel gasten en was een vriend van de humanist Desiderius Erasmus. Wijchmans bood Erasmus onderdak in het huis van mei tot oktober 1521. Desiderius Erasmus heeft dus slechts een vijftal maanden in dit huis verbleven.
In de nasleep van de Franse Revolutie, werd het Erasmushuis een burgerwoning alvorens het in 1931 aangekocht werd door het lokale gemeentebestuur, dat er een museum van maakte.
In het museum staat het leven en werk van Desiderius Erasmus centraal. Naast een belangrijke collectie van geschriften van Erasmus, herbergt het museum ook enkele oude schilderijen van onder andere Hans Holbein de Jonge, Jheronimus Bosch en Gielis Panhedel. Verder zijn er verschillende beeldhouwwerken, historische meubels en is er een studiecentrum. Regelmatig vinden hier ook bijzondere tentoonstellingen of culturele evenementen plaats.
Ter gelegenheid van het 75-jarig bestaan van het museum werden tal van extra activiteiten opgezet, waarmee het museum de Brusselse Museum Publieksprijs 2009 won.

## Tuin
Het Erasmushuis staat ook bekend om zijn tuin die uit twee delen bestaat. Het deel dat het dichtst bij het huis ligt, werd in 1988 aangelegd door tuinarchitect René Pechère. In deze geometrische 'tuin der ziekten' groeien voornamelijk planten die in de 16e eeuw (de periode waarin Erasmus leefde) gebruikt werden omwille van hun vermoedelijke geneeskrachtige eigenschappen. Desiderius Erasmus klaagde in vele van zijn brieven namelijk over allerlei gezondheidskwaaltjes zoals jicht, rugpijn, maagproblemen of nierstenen.
Het achterste gedeelte van de tuin heeft ook een link met Erasmus, deze wordt namelijk de 'filosofische tuin' genoemd. Dit gedeelte werd aangelegd door landschapsarchitect Benoît Fondu in 2000. In deze tuin bevinden zich werken van Catherine Beaugrand, Marie-Jo Lafontaine, Perejaume en Bob Verschueren.
- International Standard Name Identifier: 0000 0001 2161 4587
- Library of Congress Control Number: n94011351
- Nationale Bibliotheek van Tsjechië: kn20080207003
- Système universitaire de documentation: 031832148
- Virtual International Authority File: 132864306
- WorldCat: E39PCG8XJJrCJwtQfpj3cyTQ4m